# 奧爾代爾 (加利福尼亞州)
奧爾代爾（英語：Oildale）是位於美國加利福尼亞州克恩縣的一個人口普查指定地區。

## 地理
奧爾代爾的座標為35°25′19″N 119°01′10″W / 35.42194°N 119.01944°W，而該地最高點為海拔高度143米（即469英尺）。

## 人口
根據2010年美國人口普查的數據，奧爾代爾的面積為16.920平方千米，當中陸地面積為16.920平方千米，而水域面積為0.000平方千米。當地共有人口32684人，而人口密度為每平方千米1,931人。